# 達朗貝爾佯謬

讓·勒朗·達朗貝爾（1717-1783）

从实验可以知道，除了在超流体的情况下，放置在稳定流体中的物体总是存在著阻力。由實驗室實驗，该图显示，球体的阻力系数C_{d}是雷诺数Re的函数。深色線表示表面光滑的球體，淺色線表示表面粗糙的球體。沿线的数字表示几种流动状态和阻力系数的相关变化：
•2：吸附流（ 斯托克斯流 ）和稳態分离流 。
•3：分离的非穩態流體，在分离的上方流體具有层流边界层 ，并产生涡街。
•4：在流體分离之前，在流體上侧具有层状边界层的分离的非穩態流體，球体下方流體是混乱的湍流尾流。
•5：超临界分离流，具有湍流边界层。

在流体动力学中，達朗貝爾佯謬（英語：d'Alembert's paradox，又稱為流體動力學佯謬  ）是法国数学家让·勒朗·达朗贝尔在1752年提出的矛盾。達朗貝爾证明，对于不可压缩和无粘性的势流，當物體相对于流体以恒定速度移动時，物體將不會受到任何阻力。 但是實際上所觀測到相對於流體（比如空氣和水 ）運動的物體，尤其在与高雷诺数相对应的高速情形，阻力卻相當可觀，這點與零阻力的證明直接矛盾。而这也是可逆性佯謬的具體例子。
達朗貝爾於1749年在柏林学院對流动阻力问题的研究中得出结论：「在我看來，這個儘可能以嚴謹態度發展起來的理論（勢流），至少在一些情況下，給出了一個完全消失的阻力，這個奇異的佯謬，我留待未來的幾何學家來闡明。（幾何學家即為數學家，在當時這兩個術語可以互換使用）」物理佯謬指出該理论存在著缺陷。 
因此，流體力學從一開始就被工程師們質疑，以诺贝尔奖获得者西里尔·欣谢尔伍德爵士的話來說，這導致了理論流体力学领域（解釋無法觀察到的現象）與水力学（觀察無法解釋的現象）领域之间不幸發生分裂 。 
根据科学共识，佯謬的成因是由于忽略了粘度效应。隨著與科學實驗結合，粘性流體摩擦理論在19世紀取得了巨大的進步。1904年，路德维希·普朗特发现並描述了薄边界层，從而解決了該佯謬。即使在非常高的雷諾數下，粘滯力依然會產生薄邊界層。對於流線型物體，這些粘滯力會產生摩擦阻力，對於鈍體（bluff body），還會額外導致流體分離以及物體背後的低壓尾流，進而造成形狀阻力（Form drag）。   
流體力學學界的普遍觀點是，从实际的角度来看，這個佯謬是按照普朗特提出的思路解决的。      但就像许多其他涉及纳维-斯托克斯方程（用于描述粘性流动）的流体问题一樣，該佯謬的正式数学证明仍付之闕如，且难以給出。 

## 粘性摩擦力：聖維南、纳维和斯托克斯
聖維南初步提出佯謬的解決方案 ，他對粘性流体的摩擦力進行了建模。圣维南在1847年陳述道： 
但是，如果人們不使用理想流體（上世紀幾何學界的計算對象），而是使用由有限數量的分子組成的真實流體，且其運動狀態有著不等量、與表面元素相切的壓力或力，那麼人們就發現了另一個結果。我們把這作用力的切分量稱為流體摩擦力，從笛卡爾和牛頓開始，到文丘里為止，就一直使用這名字。
不久之后，在1851年， 斯托克斯计算出一顆球体在斯托克斯流中所受到的阻力，被稱為斯托克斯定律 。 斯托克斯流指的是，用於描述粘性液体运动的纳维-斯托克斯方程在低雷诺数的极限情形。 
然而，当以無因次形式來研究流动问题時，粘性納維-斯托克斯方程會增加雷諾數，從而收斂至無粘性欧拉方程。這表明流動應收斂於势流理论的无粘性解，即具有達朗貝爾佯謬的零阻力。關于這點，在阻力和流體觀察的实验测量中，没有發現這方面的证据。在19世纪下半叶，这又再度引发了流体力学的應用性问题。 

## 非黏性分離流體：克希荷夫和瑞利

稳定且分离的不可压缩势流在二维板周围流动， 並以恒压沿着两条与二维板边缘分离的自由流线流动。

在19世纪下半叶，焦点再次转回使用非粘性流理论来描述流体阻力(假设粘度在高雷诺数下变得不那么重要)。 克希荷夫 和瑞利 提出了一種模型，基于亥姆霍兹 的自由流线理论以及在物體背後充滿著穩定尾流。尾流区域的假设包括：「流速等於物體速度」和「壓力恆定」。該尾流區域與物體外的勢流隔離，在交界處，因為切線速度不连续所產生的漩渦帶（vortex sheets）引發了尾流。 为了在物體上产生非零阻力，尾流区域必须无穷延伸。而克希荷夫流垂直于平板确实满足了這個条件。該理論正確地指出阻力與速度的平方成正比。 起初，该理论只适用於與尖銳邊緣分離的流動。后来，在1907年，列维 - 齐维塔将其扩展为与平滑弯曲边界分离的流动。 
人們很快就發現，这种稳流並不穩定，因为漩渦帶會产生所谓的开尔文 - 亥姆霍兹不稳定性 。 但這種穩流模型仍被進一步研究，希望能給出一個合理的阻力估計。瑞利問道：「.....阻力的計算是否會受到這種情況的實質性影響，亦即，所承受的壓力必須幾乎獨立於障礙物後部某一段距離所發生的事情，而那邊是不穩定性最早浮現的地方。」
然而，此方法招致了對其基本原理的異議：開爾文观察到，如果一個板子在流體中以恆速運動（除尾流之外，其餘部份均遠離該板），尾流速度等于板子速度。從理論得出，尾流的無窮延伸（隨著與板子的距離增加而擴大）會導致尾流產生無窮動能，這一點必須從物理學的角度予以否定。 此外，观察到的板子的正面和背面之间的压力差以及产生的阻力遠比预测來得大：对于垂直于流动的平板，预测的阻力系数是CD = 0.88，而在實驗中發現CD= 2.0。這主要是源自於平板尾流側的吸力，由真實尾流中的非穩流所引起（與流速恆定，與平板速度等速的理論假設矛盾）。
因此，這一理論不能令人滿意地解釋物體在流體中移動的阻力。不過它可以应用于所谓的腔流（cavity flows），即假定在物體後面存在一個真空腔 ，而不是充滿流体的尾流。   

## 薄边界层：普朗特

圆柱体周围流动的压力分布。蓝色虚线是根据勢流理论的压力分布，导致了達朗貝爾佯謬。蓝色实线是在高雷诺数实验中发现的平均压力分布。压力是從圆柱表面徑向放射;正压在圆柱内，朝向中心，而负压繪於圆柱外。

德国物理学家路德维希·普朗特在1904年提出，這種可觀阻力可能是源於薄粘性边界层的影响。 普朗特提出的观点是，在高速及高雷诺数的情況，由於無滑動條件，在靠近體壁的薄層流速有著很大的差異。这导致边界层中涡量的产生以及动能的粘性耗散 。對於在分离流中的钝体，最終會導致无粘性理论中所缺乏的能量耗散。尾流区域中的低压會引起形狀阻力 ，并且由于壁面的粘性剪应力，形狀阻力可能還比摩擦阻力大。 
有证据表明普朗特所說的情况发生在高雷诺数流动中的钝体，可以從圍繞圓柱體的突然被啟動之流動（impulsively started flow）中看到。流體最初類似於勢流，接著在后滯點附近分离。此後，分離點向上移動，形成低壓分離流區域。
普朗特提出这样的假设：粘性效應在靠近固體邊界的薄層（邊界層）中很重要，在邊界層外，粘度不會造成任何影響。当粘度降低时，边界层厚度會隨之变小。由非线性纳维-斯托克斯方程描述的完整粘性流动问题通常在数学上是不可解的。然而，使用他的假设（并透過实验支持），普朗特能够推导出边界层内部流动的近似模型，称为「边界层理论」；而边界层外的流动可以用非粘性流理论处理。边界层理论适用于匹配渐近展开的方法，用于推导近似解。最簡單的例子是與入射流平行的平板，由边界层理论可得出（摩擦）阻力，而所有无粘流理论将预测零阻力。对于航空領域来说，普朗特理论的重要之處在於可以直接应用到如翼型之類的流线型机体，這些機體除了受到表面摩擦力之外，还受到形狀阻力的影響。形状阻力產生的主因在於，翼型周围的压力分布會受到边界层和稀薄的尾流的影响。 

## 開放性問題
要验证普朗特所建議的方案是否正確，也就是小原因（對於大雷诺数來說，粘度非常小）是否會產生大影响（实质上的阻力），可能是非常困难的一件事。 
数学家加勒特·伯克霍夫（Garrett Birkhoff）在其1950年出版的《流體動力學》一书的开篇章节中论述了流体力学的一些佯謬（包括達朗貝爾佯謬），并在其正式解決方法中明確表达了一个疑惑： 
「再者，我认为将这些都归咎于对粘度的忽视，是无根据过度简化，根本就在于更深层次，缺乏精确的演绎严谨性，而這個重要性經常被物理学家和工程师輕視。」
特别是在達朗貝爾佯謬上，他考虑了另一种產生阻力的可能途径：欧拉方程勢流解的不穩定性。伯克霍夫说： 
「无论如何，前面的段落清楚地表明非粘性流动的理论並不完善。实际上，导致『稳定流动』概念的推理是不确定的；没有严格的理由来消除作為獨立變量的时间。因此，尽管狄利克雷流动（勢流解）以及其他稳態流动在数学上是可能的，但沒有理由去假設任何稳態流动都是固定不變的。」
1951年，数学家斯托克( James J. Stoker)在对伯克霍夫的书的评论中，对该书的第一章提出尖锐的批评： 
「評論家發現很難理解第一章是為哪一類讀者寫的。对于熟悉流体动力学的读者来说，被引用为佯謬的大多數情況要麼属于错误範疇，早已被纠正，要麼属于理论与实验之间存在差异的範疇，其原因也已經得到了很好的理解。另一方面，外行人很可能会因為阅读本章節，對流体动力学中一些重要和有用的成就產生錯誤觀點。」
在1960年的伯克霍夫《流體動力學》第二版和修订版中，上面两个陈述不再出现。 
三十年后，斯图尔特森审查了对达朗贝尔佯謬主题所取得的成就的重要性和实用性。他在1981年长篇调查文章开篇道： 
「由于经典的无粘性理论导致了一个明显荒谬的结论，即刚体穿过均匀速度的流体所受到的阻力为零，在过去的一百多年來，人們作出了巨大的努力，提出了各種不同的理論，並解釋了流體中極小的摩擦力是如何對流動特性產生重大影響。所用的方法是实验观察，經常性的大规模计算，以及對於摩擦趨於零時的解，對其進行渐近形式结构分析。尤其在过去十年裡，这种三管齐下的進攻取得了相当大的成功，所以现在佯謬可以被视为基本上解決了。」
对于物理学中的许多佯謬，解决方案通常超前现有理论。就達朗貝爾佯謬的例子而言，普朗特透過粘性邊界層（在高雷诺数下不會消失）的发现和建模，提供了解决佯謬的基本机制。 
霍夫曼和约翰逊于2010年8月在《数学流体力学期刊》上 （页面存档备份，存于）发表了新的解决方案，该解析与上面第二個伯克霍夫的引言有关，完全不同於普朗特 （页面存档备份，存于）基於邊界層理論的解析。新的解決方案基於數學的分析和計算，發現零阻力勢流是歐拉方程是非物理且不穩定的形式數學解，作為從根本上不穩定的物理流（滿足滑動邊界條件），在分離處會產生湍流尾流，進而形成阻力。 新的解決方案對普朗特的解釋（基於邊界層的概念，由無滑動邊界條件引起）提出了質疑，并为霍夫曼和约翰逊在其著作《 计算湍流不可压缩流》（Springer，2007年） （页面存档备份，存于）所探讨的計算流體力學，开辟了新的可能性。新解决方案也导致全新的飞行理论 （页面存档备份，存于）誕生。

## 穩態勢流中的零阻力證明

圆柱體位於均匀洪流中，流线用于表示围绕在該柱旁的势流。

推导達朗貝爾悖论有三个主要假设，分別是稳流的不可压缩性、无粘性和无旋性 。  無粘性流体是由歐拉方程所描述，連同其它两个条件列出如下
{\displaystyle {\begin{aligned}&{\boldsymbol {\nabla }}\cdot {\boldsymbol {u}}=0&&{\text{(incompressibility)}}\\&{\boldsymbol {\nabla }}\times {\boldsymbol {u}}=0&&{\text{(irrotational)}}\\&{\frac {\partial }{\partial t}}{\boldsymbol {u}}+\left({\boldsymbol {u}}\cdot {\boldsymbol {\nabla }}\right){\boldsymbol {u}}=-{\frac {1}{\rho }}{\boldsymbol {\nabla }}p&&{\text{(Euler equation)}}\end{aligned}}}
其中u表示流速 ，p表示压力 ，ρ表示密度 ，∇是梯度算子。 
我们修改欧拉方程中的第二项如下： 
{\displaystyle \left({\boldsymbol {u}}\cdot {\boldsymbol {\nabla }}\right){\boldsymbol {u}}={\tfrac {1}{2}}{\boldsymbol {\nabla }}\left({\boldsymbol {u}}\cdot {\boldsymbol {u}}\right)-{\boldsymbol {u}}\times {\boldsymbol {\nabla }}\times {\boldsymbol {u}}={\tfrac {1}{2}}{\boldsymbol {\nabla }}\left({\boldsymbol {u}}\cdot {\boldsymbol {u}}\right)\qquad (1)}
其中第一个等式為向量恆等式 ，第二个等式則使用無旋性條件。此外，对于每一个无旋流，存在一个速度位φ，使得u =∇φ。将这些代入動量守恆方程後
{\displaystyle {\boldsymbol {\nabla }}\left({\frac {\partial \varphi }{\partial t}}+{\tfrac {1}{2}}{\boldsymbol {u}}\cdot {\boldsymbol {u}}+{\frac {p}{\rho }}\right)={\boldsymbol {0}}.}
因此，括号之间的数量必定是常數（透過重新定义φ可以消除任何t-依赖性）。假设流体在无穷远处静止并將那里的压力定义为零，则该常数为零，因此
{\displaystyle {\frac {\partial \varphi }{\partial t}}+{\tfrac {1}{2}}{\boldsymbol {u}}\cdot {\boldsymbol {u}}+{\frac {p}{\rho }}=0,\qquad (2)}
上式即為非稳态势流的伯努利方程。 

### 零阻力
现在，假设一个物體以恒速v隨著流体移动，流体在无窮遠處静止。然后流体的速度场必须隨著物體位置而調整，所以它的形式为u(x, t) = u(x − v t, 0)，其中x是空间坐标向量，因此： 
{\displaystyle {\frac {\partial {\boldsymbol {u}}}{\partial t}}+\left({\boldsymbol {v}}\cdot {\boldsymbol {\nabla }}\right){\boldsymbol {u}}={\boldsymbol {0}}.}
由于u = ∇φ，因此这可以对x進行積分： 
{\displaystyle {\frac {\partial \varphi }{\partial t}}=-{\boldsymbol {v}}\cdot {\boldsymbol {\nabla }}\varphi +R(t)=-{\boldsymbol {v}}\cdot {\boldsymbol {u}}+R(t).}
流体施加在物體上的力F由面积分给出
{\displaystyle {\boldsymbol {F}}=-\int _{A}p\,{\boldsymbol {n}}\;\mathrm {d} S}
其中A表示物體表面積， n表示物體表面積上的法向量 。但它从（2）得出
{\displaystyle p=-\rho {\Bigl (}{\frac {\partial \varphi }{\partial t}}+{\tfrac {1}{2}}{\boldsymbol {u}}\cdot {\boldsymbol {u}}{\Bigr )}=\rho {\Bigl (}{\boldsymbol {v}}\cdot {\boldsymbol {u}}-{\tfrac {1}{2}}{\boldsymbol {u}}\cdot {\boldsymbol {u}}-R(t){\Bigr )},}
因此
{\displaystyle {\boldsymbol {F}}=-\int _{A}p\,{\boldsymbol {n}}\;\mathrm {d} S=\rho \int _{A}\left({\tfrac {1}{2}}{\boldsymbol {u}}\cdot {\boldsymbol {u}}-{\boldsymbol {v}}\cdot {\boldsymbol {u}}\right){\boldsymbol {n}}\;\mathrm {d} S,}
關於R(t)的部分，其对积分的贡献等于零。 
此时，以向量分量來運算會變得更加容易。该等式的第k个分量为
{\displaystyle F_{k}=\rho \int _{A}\sum _{i}({\tfrac {1}{2}}u_{i}^{2}-u_{i}v_{i})n_{k}\,\mathrm {d} S.\qquad (3)}
设V是流体占据的体积。散度定理说明
{\displaystyle {\frac {1}{2}}\int _{A}\sum _{i}u_{i}^{2}n_{k}\,\mathrm {d} S=-{\frac {1}{2}}\int _{V}{\frac {\partial }{\partial x_{k}}}\left(\sum _{i}u_{i}^{2}\right)\,\mathrm {d} V.}
右侧是无限体积的积分，所以這邊需要一些證明，可以訴諸勢能理論來表明速度u必須作為r−3下降（在三維物體大小有限的情形下，对应于偶极势场 ）其中r是到物體中心的距离。體積分中的被積函數可重寫如下： 
{\displaystyle {\frac {1}{2}}{\frac {\partial }{\partial x_{k}}}\left(\sum _{i}u_{i}^{2}\right)=\sum _{i}u_{i}{\frac {\partial u_{k}}{\partial x_{i}}}=\sum _{i}{\frac {\partial (u_{i}u_{k})}{\partial x_{i}}}}
這邊使用了第一個等式（1）以及流體的不可壓縮性。將其代回體積分，並再次使用散度定理。這就產生了
{\displaystyle -{\frac {1}{2}}\int _{V}{\frac {\partial }{\partial x_{k}}}\left(\sum _{i}u_{i}^{2}\right)\,\mathrm {d} V=-\int _{V}\sum _{i}{\frac {\partial (u_{i}u_{k})}{\partial x_{i}}}\,\mathrm {d} V=\int _{A}u_{k}\sum _{i}u_{i}n_{i}\,\mathrm {d} S.}
將其代入（3）之中，我们发现
{\displaystyle F_{k}=\rho \int _{A}\sum _{i}(u_{k}u_{i}n_{i}-v_{i}u_{i}n_{k})\,\mathrm {d} S.}
由於液体不能穿透物體，因此在物體表面n · u = n · v。所以,{\displaystyle \sum _{i}n_{i}\,v_{i}=\sum _{i}n_{i}\,u_{i}}
加上
{\displaystyle F_{k}=\rho \int _{A}\sum _{i}(u_{k}v_{i}n_{i}-v_{i}u_{i}n_{k})\,\mathrm {d} S.}
最后，阻力是在物體移动方向的力，所以
{\displaystyle {\boldsymbol {v}}\cdot {\boldsymbol {F}}=\sum _{k}v_{k}F_{k}=0.}
因此阻力消失了，此即為達朗貝爾佯謬。 

## 进一步阅读
- Batchelor, G., , Cambridge Mathematical Library 2nd, Cambridge University Press, 2000, ISBN 978-0-521-66396-0, MR 1744638
- Falkovich, G., , Cambridge University Press, 2011, ISBN 978-1-107-00575-4
- Grimberg, G.; Pauls, W.; Frisch, U., , Physica D, 2008, 237 (14–17): 1878–1886, Bibcode:2008PhyD..237.1878G, arXiv:0801.3014 , doi:10.1016/j.physd.2008.01.015
- Landau, L. D.; Lifshitz, E. M., , Course of Theoretical Physics 6 2nd, Pergamon Press, 1987, ISBN 978-0-08-009104-4
- Stewartson, K., , SIAM Review, 1981, 23 (3): 308–343, doi:10.1137/1023063

## 笔记
1. ↑  Jean le Rond d'Alembert (1752).
2. ↑  Grimberg, Pauls & Frisch (2008).
3. ↑  Falkovich (2011), p. 32.
4. ↑  Reprinted in: Jean le Rond d'Alembert (1768).
5. ↑  M.J. Lighthill, , Nature, 1956, 178 (4529): 343, Bibcode:1956Natur.178..343., doi:10.1038/178343a0
6. 1 2  Landau & Lifshitz (1987), p. 15.
7. 1 2  Batchelor (2000), pp. 264–265, 303, 337.
8. 1 2 3  
Schlichting, Hermann; Gersten, Klaus,  8th revised and enlarged, Springer, 2000, ISBN 978-3-540-66270-9, pp. XIX–XXIII.
9. 1 2  
Veldman, A.E.P., , Journal of Engineering Mathematics, 2001, 39: 189–206, Bibcode:2001JEnMa..39..189V, doi:10.1023/A:1004846400131
10. 1 2  Stewartson (1981).
11. ↑  Feynman, R.P.; Leighton, R.B.; Sands, M., , Reading, Mass.: Addison-Wesley, 1963, ISBN 978-0-201-02116-5, Vol. 2, §41–5: The limit of zero viscosity, pp. 41–9 – 41–10.
12. ↑  Saint-Venant, A., , Comptes Rendus des Séances de l'Académie des Sciences, 1847, 24: 243–246  [2008-08-15], （原始内容存档于2011-08-06）
13. ↑  Stokes, G.G., , Trans. Camb. Philos. Soc., 1851, 9: 8–106, Bibcode:1851TCaPS...9....8S. Reprinted in Stokes, G.G., , Mathematical and Physical Papers 2nd (Cambridge Univ. Press)
14. ↑  The Stokes flow equations have a solution for the flow around a sphere, but not for the flow around a circular cylinder. This is due to the neglect of the convective acceleration in Stokes flow. Convective acceleration is dominating over viscous effects far from the cylinder (Batchelor, 2000, p. 245). A solution can be found when convective acceleration is taken into account, for instance using the Oseen equations (Batchelor, 2000, pp. 245–246).
15. 1 2 3  Batchelor (2000), pp. 337–343 & plates.
16. ↑  Batchelor (2000), p. 499, eq. (6.13.12).
17. ↑  Kirchhoff, G., , Journal für die reine und angewandte Mathematik, 1869, 1869 (70): 289–298, doi:10.1515/crll.1869.70.289
18. 1 2  Rayleigh, Lord, , Philosophical Magazine, 1876, 5 (2): 430–441. Reprinted in: Scientific Papers 1:287–296.
19. ↑  Helmholtz, H. L. F. von, , Monatsberichte der Königlichen Akademie der Wissenschaften zu Berlin, 1868, 23: 215–228. Reprinted in: Philosophical Magazine (1868) 36:337–346.
20. ↑  Batchelor (2000), pp. 338–339
21. 1 2 3  Wu, T. Y., , Annual Review of Fluid Mechanics, 1972, 4: 243–284, Bibcode:1972AnRFM...4..243W, doi:10.1146/annurev.fl.04.010172.001331
22. 1 2 3  Lamb, H.,  6th, Cambridge University Press: 679, 1994, ISBN 978-0-521-45868-9
23. ↑  Levi-Civita, T., , Rendeconti del Circolo Matematico di Palermo, 1907, 23: 1–37, doi:10.1007/bf03013504
24. ↑  
Lord Kelvin, , Nature, 1894, 50 (1300): 524–5, 549, 573–5, 597–8, Bibcode:1894Natur..50..524K, doi:10.1038/050524e0 Reprinted in: Mathematical and Physical Papers 4: 215–230.
25. ↑  Batchelor (2000), p. 500.
26. ↑  Batchelor (2000), pp. 493–494.
27. 1 2  Prandtl (1904).
28. ↑  Batchelor (2000) pp. 302–314 & 331–337.
29. ↑  Garrett Birkhoff, Hydrodynamics: a study in logic, fact, and similitude, Princeton University Press, 1950
30. ↑  Birkhoff (1950) p. 4.
31. ↑  Birkhoff (1950) p. 21.
32. ↑  James J. Stoker, , Bull. Amer. Math. Soc., 1951, 57 (6): 497–499  [2022-07-25], doi:10.1090/S0002-9904-1951-09552-X, （原始内容存档于2020-06-16）.
33. ↑  Closest to the first quote comes, on page 5:
34. ↑  For instance, the paradox of the constancy of the speed of light in all directions, was solved by the special theory of relativity.
35. ↑  This article follows the derivation in Section 6.4 of Batchelor (2000).